# Tiempo sin aire
Tiempo sin aire es una película dramática española estrenada en 2015. Es el segundo largometraje  dirigido por Samuel Martín Mateos y Andrés Luque Pérez, tras el estreno de Agallas; y ha sido producida por Zebbra Producciones, Tornasol Films y Hernández y Hernández Producciones CInematográficas.
La película, que fue estrenada en el Festival de Málaga de 2015 narra una historia de venganza contextualizada en el enfrentamiento entre las FARC y los paramilitares colombianos.  

## Argumento
Tras soportar el asesinato de su hija a manos de unos paramilitares en Colombia, María emprenderá un camino, acompañada de su otro hijo; motivado por la venganza del que considera el autor del crimen. Para ello, guiada por una fotografía, se trasladará a Santa Cruz de Tenerife donde llevará a cabo la búsqueda y conocerá a Gonzalo, un psicólogo que le ayudará con su propósito.

## Reparto
- Juana Acosta es María.
- Carmelo Gómez es Gonzalo.
- Iván Luengo es Daniel, hijo de María.
- Féliz Gómez es Iván.
- Adriana Ugarte es Vero, la novia de Iván.
- Juan Pablo Shuk es Ferrer.
- Lucía González es Patricia, la hija de María.
- Toni Acosta
- Pablo Martín
- Emilio González
- Kiko Castro

## Rodaje y Localizaciones
El rodaje tuvo lugar en 2014 durante siete semanas. A pesar de que parte de la historia dice tener lugar en Colombia, lo cierto es que la película fue rodada íntegramente en Tenerife. Concretamente en La Laguna, Garachico o Buenavista.

## Premios

### Premios  Goya
| Año  | Categoría                  | Nominados                | Resultado |
| ---- | -------------------------- | ------------------------ | --------- |
| 2016 | Mejores Efectos Especiales | Reyes Abades Curro Muñoz | Nominados |